# Neophasia
Neophasia là một chi bướm ngày thuộc họ Pieridae được tìm thấy ở Bắc Mỹ.

## Hình ảnh

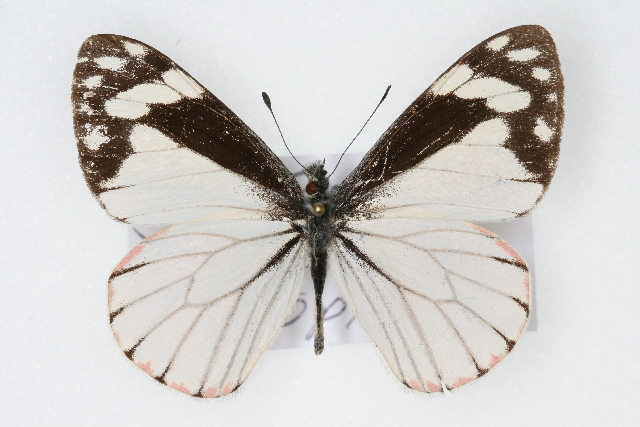